# Pies, który uratował ferie
Pies, który uratował ferie (ang. The Dog Who Saved Christmas Vacation) – amerykańska komedia z 2010 roku w reżyserii Michaela Feifera. Wyprodukowany przez Anchor Bay Entertainment. Kontynuacja filmu Pies, który uratował święta z 2009 roku.
Premiera filmu miała miejsce w Stanach Zjednoczonych 28 listopada 2010 roku na kanale ABC Family. W Polsce premiera filmu odbyła się 22 grudnia 2013 roku na antenie Nickelodeon Polska.

## Fabuła
George Bannister wraz z rodziną postanawiają spędzić przerwę świąteczną w pięknej, górskiej miejscowości  Rocky Mountains. Po przybyciu na miejsce okazuje się, że w domku czekają na nich wuj Randy i jego syn. Towarzyszy im śliczna suczka imieniem Bella, w której Zeus od razu się zakochuje. Dzielnemu labradorowi po raz kolejny staną na drodze znani mu już włamywacze, którzy chcą ukraść drogocenny naszyjnik. Zeus musi uratować Bellę oraz Święta w gronie najbliższych.

## Obsada
- Mario Lopez jako Zeus (głos)
- Paris Hilton jako Bella (głos)
- Elisa Donovan jako Belinda Bannister
- Gary Valentine jako George Bannister
- Dean Cain jako Ted Stein
- Joey Diaz jako Stewey McMann

i inni

## Wersja polska
Wersja polska: na zlecenie Nickelodeon Polska – Start International Polska

Wystąpili:
- Dariusz Błażejewski – George Bannister
- Agnieszka Kunikowska – Belinda Bannister
- Janusz Zadura – pies Zeus
- Magdalena Wasylik – Kara Bannister
- Miłosz Konkel – Ben Bannister
- Jacek Kopczyński – Randy
- Mateusz Narloch – Zack
- Zuzanna Galia – Bella
- Grzegorz Kwiecień – Ted Stein
- Jakub Wieczorek – Stewey McMan
- Katarzyna Skolimowska – babcia Bannister
- Jacek Król – Dragon
- Robert Tondera – Sotherby
- Dominika Sell – London James
- Ewa Serwa
- Paweł Galia
- Piotr Warszawski
- Beata Jankowska-Tzimas

i inni
Lektor: Paweł Galia